# محمدنقی لطفی
محمدنقی لطفی (زاده ۱۳۳۵،ایلام)، سیاستمدار اصولگرای ایرانی و نماینده سابق ولی فقیه در استان ایلام و امام جمعه شهر ایلام و همچنین نماینده مردم ایلام در مجلس دوم شورای اسلامی بود.
وی دارای عنوان حوزوی آیت‌الله می‌باشد.وی از تاریخ 26 بهمن 1380 با حکم سید علی خامنه ای به عنوان نماینده ولی فقیه در استان ایلام و امام جمعه شهر ایلام منصوب شد. او در تاریخ 7 مهر 1397 از سمت خود استعفا داد. او پس از کناره‌گیری از مقام خود ، بعد از ۴۰ سال خدمت دور از کاری را ترجیح داد و به تألیف کتاب های خود پرداخت.

###### زندگی شخصی
شیخ محمد نقی لطفی در تاریخ 1335/1/2 در شهر ایلام در یک خانواده متوسط و مذهبی به دنیا آمد، پس از پایان دروس ابتدایی و متوسطه در سال ۱۳۵۰ با تشویق و راهنمایی یکی از علمای ایلام راهی حوزه علمیه گردید و علوم ابتدایی ادبیات صرف و نحو همانند کتاب جامع المقدمات و سیوطی و منطق و مغنی را در مدرسه علمیه مهدیه مرحوم آیت الله گلپایگانی به اتمام رسانید و کتاب شرح لمعه و کتاب رسایل و مکاسب و اصول فقه و کفایه الاصول در فقه و اصول و منظومه حاجی سبزواری و نهایت الحکمه علامه طباطبایی و اسفار الاربعه ملاصدرا شیرازی در محضر اساتید سطح به مدت ۱۰ سال به پایان رسانید. سپس به مدت ۱۲ سال در درس خارج فقه و اصول حضرات علما فاضل لنکرانی و جعفر سبحانی و میرزا جواد تبریزی و مدت ۶ سال در درس فلسفه کتاب اسفار الاربعه ملاصدرا را در محضر استاد علامه حسن زاده آملی حضور یافته است.

## زندگی سیاسی
شیخ محمد نقی لطفی در سال ۱۳۶۰ توسط سید روح الله خمینی به عنوان مسئول دفتر نمایندگی امام در سپاه استان ایلام برگزیده و در همان سال توسط سید حسن طاهری خرم ابادی و محمدرضا فاکر  به عنوان مسئول تبلیغات جبهه و جنگ منتصب شد و مسئولیت او در این دو پست در سال ۱۳۶۳ به اتمام رسید. سپس او در سال ۱۳۶۳ خود را کاندیدای مردم ایلام در دور دوم مجلس شورای اسلامی کرد و در این انتخابات پیروز شد و تا سال ۱۳۶۷ به عنوان نماینده مردم ایلام در مجلس شورای اسلامی بود. او در همان سال ۱۳۶۳ توسط  فضل الله محلاتی نماینده امام در سپاه پاسداران کل کشور ، به عنوان نماینده پارلمانی سپاه پاسداران منتصب شد . سر انجام در سال ۱۳۶۷ مسئولیت او در این دو پست سیاسی به اتمام رسید و سپس برای ادامه تحصیلات حوزوی خود تا سال ۱۳۷۱ دور از کار ماند. سر انجام او در اسفند ماه سال ۱۳۷۱ توسط سید علی خامنه ای،  به عنوان نماینده ارشد ولی فقیه در سپاه غرب کشور برگزیده شد و مسئولیت او در این مقام در اسفند ماه سال ۱۳۷۹ به اتمام رسید و در همین سال توسط سید علی خامنه ای به عنوان نماینده ارشد ولی فقیه در سپاه استان اصفهان انتخاب شد که مسئولیت اش در این مقام در سال ۱۳۸۰ به اتمام رسید. در نهایت او در بهمن ماه سال ۱۳۸۰ طی حکمی توسط سید علی خامنه ای،  به عنوان نماینده ولی فقیه در استان ایلام و امام جمعه شهر ایلام برگزیده شد. او در این مقام طی ۱۷ سال ، خدمات ارزنده ای را برای مردم ایلام انجام داد. سر انجام او در مهر ماه سال ۱۳۹۷ از سمت خود استعفا داد.

## مسجد حضرت بقیه الله الاعظم (عج)
مسجد حضرت بقیه الله الاعظم (عج) در تهران در سال ۱۳۹۲ با پیگیری های  محمد نقی لطفی  نماینده ولی فقیه در استان ایلام کلنگ زنی شد. این مسجد در زمینی به مساحت ۲۳۰۰ متر مربع در دو طبقه به بهره‌برداری رسید.

## تالیفات
سلوک عارفان
جمال افتاب (سیری در احوالات ایت الله بهاءالدینی)

## اساتید
سید رضا بهاءالدینی
ایت الله حسن زاده املی

## حواشی
انتشار فیلم حضور او در مجلس ولیمه نوهٔ خود در مسجد بقیه الله ایلامی‌های مقیم تهران با حضور برخی چهره‌های ورزشی و هنری انتقادات زیادی را نسبت به او برانگیخت. منتقدین بر "اشرافی" بودن این مراسم تأکید می‌کردند. پس از آن انتشار تصاویری از خودروی شاسی بلند پرادو متعلق به دفتر امام جمعه بازتاب زیادی در رسانه‌ها و شبکه‌های اجتماعی داشت. در تصاویر منتشر شده از کارت پرادو مالک آن «دفتر نمایندگی ولی فقیه در استان ایلام» ذکر شده‌است. او در واکنش به این حواشی ایجاد شده در خطبه‌های نماز جمعه جملات تندی علیه معترضان به ماشین شاسی بلندش گفت. اینکه «از بچه‌بازی‌هایتان دست بردارید»، «اهانت به جایگاه نماز جمعه، اهانت به رهبری و قابل پیگیری است» و «توصیه می‌کنم به این جایگاه که مین‌گذاری است، نزدیک نشوید و چنانچه نزدیک شوید، با مین به هلاکت خواهید رسید!» همچنین دفتر ولی فقیه در ایلام با انتشار بیانه‌ای علت استفاده از این خودرو را سفرهای برون‌شهری و روستایی و حضور در مناطق صعب العبور و کوهستانی و عشایری استان ایلام ذکر کرد. رئیس دفتر او نیز اعلام کرد «طبق قانون، ماشینی که امام جمعه در شهر دارد، پژو است». هادی لطفی فرزند او پس از این حاشیه‌ها با دفاع از عملکرد پدرش عکس‌هایی از سید علی خامنه‌ای، محمود هاشمی شاهرودی، حسن نصرالله و قاسم سلیمانی منتشر کرده که آنها را در حال پیاده شدن از خودروهای گران‌قیمت نشان می‌دهد. این موضع‌گیری انتقادات را افزایش داد تا آنجا که لطفی نسبت به این مسئله واکنش نشان داد.

###### استعفا
او در هفتم مهرماه ۱۳۹۷ از سمت خود استعفا داد و همچنین ادعا کرد برای دومین بار است که استعفا می‌دهد و بار اول با مخالفت سید علی خامنه ای مواجه شده‌است.